# Коэффициент
Коэффицие́нт (от лат. co(cum) «совместно» + efficients «производящий») — термин, обозначающий числовой множитель при буквенном выражении, множитель при той или иной степени неизвестного, или постоянный множитель при переменной величине.

## Общие положения
Если говорить об идеализации реальных физических систем в виде динамических моделей, зависимости между величинами, определяющими состояние системы, можно выразить в виде тех или иных дифференциальных уравнений, в которые входит некоторое число постоянных параметров, характеризующих систему, — то есть отражающих её свойства; постоянные параметры или их комбинации входят в такие уравнения в виде коэффициентов.
Коэффициентами также называют различные величины (как безразмерные, так и имеющие размерность), чаще числа, во многих отраслях точных наук — переводные множители, коэффициенты пропорциональности, константы, модули, стехиометрические коэффициенты.

## Примеры коэффициентов
Например, в выражении
a1x1 + a2x2 + a3x3 + …
величина a1 — коэффициент при переменной x1 и т. д.
В многочлене 
P(x) = anxn + an − 1xn − 1 + … + a1x1 + a0
величина ai — коэффициент при i-й степени переменной x.

### Избранные примеры
- Коэффициент активности
- Коэффициент амплитудной модуляции
- Коэффициент аннуитета
- Коэффициент асимметрии
- Коэффициент аэродинамического сопротивления автомобиля
- Коэффициент ёмкости
- Коэффициент интеллекта
- Коэффициент полезного действия
- Коэффициент смешения
- Весовой коэффициент
- Угловой коэффициент
- Коэффициент лексического разнообразия
- Список словосочетаний со словом «коэффициент»